# Wednesday (televizijska serija)
Wednesday je američka fantastična televizijska serija koja se prikazuje na Netflixu. U središtu serije je Wednesday Addams (Jenna Ortega), lik poznat iz filma Obitelj Adams iz 1991. godine. 
Prva je sezona bila objavljena na Netflixu 23. studenoga 2022. godine. Druga sezona će izaći u dva dijela, u kolovozu i rujnu 2025. godine. Serija je sinkronizirana na hrvatski jezik.

## Radnja
Wednesday Addams je izbačena iz svoje škole nakon što je bacila žive piranje u školski bazen kao osvetu vaterpolo timu koji maltretira njezinog brata Pugsleyja. Nakon toga, njezini roditelji Gomez i Morticia Addams upisuju je u svoju srednju školu Nevermore, privatnu školu za monstruozne otpadnike, u gradu Jericho, Vermont. Wednesdayina hladna, bezosjećajna osobnost i njezina prkosna priroda otežavaju joj povezivanje sa školskim kolegama i uzrokuju sukob s ravnateljicom škole Larissom Weems. Međutim, Wednesday otkriva da je naslijedila majčine vidovnjačke sposobnosti, koje joj omogućuju da riješi lokalni misterij ubojstva.

## Glumačka postava

### Glavne uloge
- Jenna Ortega kao Wednesday Addams, tinejdžerica koja posjeduje psihičke moći[4]
- Gwendoline Christie kao Larissa Weems (1. sezona), ravnateljica Akademije Nevermore i bivša studentica koja je bila cimerica Morticije Addams[4]
- Riki Lindhome kao dr. Valerie Kinbott (1. sezona), terapeutkinja iz lokalnog grada Jericho koja nastoji pomoći Wednesday da se prilagodi novoj školi
- Jamie McShane kao Donovan Galpin (1. sezona; gost u 2. sezoni), šerif koji je sumnjičav prema školi Nevermore, a posebno prema Wednesday
- Hunter Doohan kao Tyler Galpin / Hyde, barmen u lokalnom kafiću i sin šerifa Galpina koji je ljubavno zainteresiran za Wednesday[4]
- Percy Hynes White kao Xavier Thorpe (1. sezona)[4]
- Emma Myers kao Enid Sinclair, Wednesdayina cimerica, vukodlak
- Joy Sunday kao Bianca Barclay
- Georgie Farmer kao Ajax Petropolus
- Naomi J. Ogawa as Yoko Tanaka
- Christina Ricci kao Marilyn Thornhill / Laurel Gates (1. sezona)
- Moosa Mostafa kao Eugene Ottinger
- Catherine Zeta-Jones kao Morticia Addams, Wednesdayina majka koja je pohađala školu Nevermore kad je bila mlađa, posjeduje psihičke moći slične kćerinim[4]
- Luis Guzmán kao Gomez Addams, Wednesdayin otac koji je također pohađao školu Academy i osumnjičen je za ubojstvo[4]
- Isaac Ordonez kao Pugsley Addams, Wednesdayin mlađi brat[4]
- Victor Dorobantu kao Stvar, osjećajna bestjelesna ruka i Wednesdayin rođak kojeg Wednesdayini roditelji šalju da pazi na nju
- Luyanda Unati Lewis-Nyawo kao Ritchie Santiago
- Steve Buscemi kao Barry Dort
- Billie Piper kao Capri

### Hrvatska sinkronizacija
Hrvatska sinkronizacija pripala je Studio VSI-NET Croatia pod redateljem Ivanom Mokrovićem, prevoditeljicom Tinom Kalšan, majstorom zvuka Marijanom Hlupićem, mikserom zvuka Matijom Tonkovićem i voditeljem projekta MatejomRadulović.
- Lea Mezdijić kao Wednesday Addams
- Bartol Rajčić kao Tyler Galpin
- Elizabeta Kukec kao Enid Sinclair
- Mihael Kokot kao Eugene Otinger
- Josephine Ida Zec kao Yoko Tanaka (sezona 1) / Agnes Demille (sezona 2)
- Filip Sever kao Yavier Thorpe (sezona 1)
- Kristina Krepela kao Morticia Addams
- Vinko Štefanac kao Gomez
- Luka Starman kao Ajax Petropolux
- Tena Pataky kao Bianca Barclay

## Pregled serije
| Sezona | Sezona | Epizode | Epizode        | Prva objava         | Prva objava         |
| ------ | ------ | ------- | -------------- | ------------------- | ------------------- |
|        | 1.     | 8       | 8              | 23. studenoga 2022. | 23. studenoga 2022. |
|        | 2.     | 8       | 4              | 6. kolovoza 2025.   | 6. kolovoza 2025.   |
| 4      | 2.     | 8       | 3. rujna 2025. | 3. rujna 2025.      |                     |

### Prva sezona (2022.)
| 1. | 1. | "Srijeda puna tuge" "Wednesday's Child Is Full of Woe" | Andrew Fleming  | Alfred Gough i Miles Millar               | 23. studenoga 2022. |
| Wednesday Addams, nakon što gotovo ubije nasilnike u svojoj srednjoj školi puštanjem piranja u bazen, dolazi u internat Nevermore za nadnaravno nadarene tinejdžere. Tamo pokušava pobjeći, no uvučena je u misteriozne vizije i ubojstvo učenika Rowana, koje počini čudovište iz obližnje šume. |    |                                                        |                 |                                           |                     |
| 2. | 2. | "Izolacija" "Woe Is the Loneliest Number"              | Tim Burton      | Alfred Gough i Miles Millar               | 23. studenoga 2022. |
| Wednesday istražuje misterij u vezi s ubojstvom Rowana, koji je prethodno bio žrtva čudovišta u šumi, ali se sljedeći dan pojavljuje živ i zdrav. Dok nastoji otkriti povezanost svoje obitelji s tamnom prošlošću Nevermore akademije, sudjeluje u školskom natjecanju Poe Cup, gdje osvaja pobjedu protiv Biance, a istovremeno otkriva tragove koji je vode prema tajnom društvu Nightshades. |    |                                                        |                 |                                           |                     |
| 3. | 3. | "(Ne)prijateljica" "Friend or Woe"                     | Tim Burton      | Kayla Alpert                              | 23. studenoga 2022. |
| 4. | 4. | "Ples" "Woe What a Night"                              | Tim Burton      | Kayla Alpert                              | 23. studenoga 2022. |
| 5. | 5. | "Kako siješ, tako ćeš i žeti" "You Reap What You Woe"  | Gandja Monteiro | April Blair                               | 23. studenoga 2022. |
| 6. | 6. | "Ruka ruku mije" "Quid Pro Woe"                        | Gandja Monteiro | April Blair                               | 23. studenoga 2022. |
| 7. | 7. | "Procjena" "If You Don't Woe Me by Now"                | James Marshall  | Alfred Gough, Miles Millar i Matt Lambert | 23. studenoga 2022. |
| 8. | 8. | "Suočavanje" "A Murder of Woes"                        | James Marshall  | Alfred Gough i Miles Millar               | 23. studenoga 2022. |
| Wednesday se suočava s Tylerom u šumi i optužuje ga da je Hyde. Nakon što ga veže i ispituje, Tyler priznaje svoje zločine, ali se rugajući joj prijeti da još ništa nije gotovo. U posljednjem trenutku, Wednesday otkriva da je stvarna prijetnja Ms. Thornhill, koja planira oživjeti Crackstonea i uništiti školu. U borbi protiv Crackstonea i Ms. Thornhill, Wednesday spašava Nevermore uz pomoć svojih prijatelja. Međutim, pojavljuje se prijetnja u obliku nepoznate osobe koja šalje poruku Wednesday na njezin telefon, implicirajući da je netko prati. |    |                                                        |                 |                                           |                     |

### Druga sezona (2025.)
| Br. u seriji | Br. u sezoni | Naslov                                                   | Redatelj        | Scenarist                                   | Prikazivanje      |          |          |          |          |          |          |          |          |          |          |
| Prvi dio     | Prvi dio     | Prvi dio                                                 | Prvi dio        | Prvi dio                                    | Prvi dio          | Prvi dio | Prvi dio | Prvi dio | Prvi dio | Prvi dio | Prvi dio | Prvi dio | Prvi dio | Prvi dio | Prvi dio |
| ------------ | ------------ | -------------------------------------------------------- | --------------- | ------------------------------------------- | ----------------- | -------- | -------- | -------- | -------- | -------- | -------- | -------- | -------- | -------- | -------- |
| 9.           | 1.           | "Opet problemi" "Here We Woe Again"                      | Tim Burton      | Alfred Gough i Miles Millar                 | 6. kolovoza 2025. |          |          |          |          |          |          |          |          |          |          |
| 10.          | 2.           | "Unutarnji demoni" "The Devil You Woe"                   | Paco Cabezas    | Matt Lambert                                | 6. kolovoza 2025. |          |          |          |          |          |          |          |          |          |          |
| 11.          | 3.           | "Zov diviljine" "Call of the Woe"                        | Paco Cabezas    | Valentina Garza                             | 6. kolovoza 2025. |          |          |          |          |          |          |          |          |          |          |
| 12.          | 4.           | "Kad bi zidovi mogli pričati" "If These Woes Could Talk" | Paco Cabezas    | Lauren Otero                                | 6. kolovoza 2025. |          |          |          |          |          |          |          |          |          |          |
| Drugi dio    |              |                                                          |                 |                                             |                   |          |          |          |          |          |          |          |          |          |          |
| 13.          | 5.           | N/E                                                      | Angela Robinson | Erika Vazquez i Siena Butterfield           | 3. rujna 2025.    |          |          |          |          |          |          |          |          |          |          |
| 14.          | 6.           | N/E                                                      | Angela Robinson | Alfred Goug, Miles Millar i Kayla Alpert    | 3. rujna 2025.    |          |          |          |          |          |          |          |          |          |          |
| 15.          | 7.           | N/E                                                      | Tim Burton      | N/E                                         | 3. rujna 2025.    |          |          |          |          |          |          |          |          |          |          |
| 16.          | 8.           | N/E                                                      | Tim Burton      | Alfred Gough, Miles Millar i James Madejski | 3. rujna 2025.    |          |          |          |          |          |          |          |          |          |          |

## Produkcija
Snimanje druge sezone krenulo  je u svibnju 2024. godine, a najava je bila objavljena u srpnju 2025. godine.  Netflix je potvrdio da će druga sezona serije biti podijeljena na dva dijela: prvi dio premijerno će biti prikazan 6. kolovoza 2025., dok će drugi uslijediti 3. rujna iste godine.